# Рингельсдорф-Нидерабсдорф
Рингельсдорф-Нидерабсдорф (нем. Ringelsdorf-Niederabsdorf) — ярмарочная коммуна (нем. Marktgemeinde) в Австрии, в федеральной земле Нижняя Австрия.
Входит в состав округа Гензерндорф. Население составляет 1392 человека (на 31 декабря 2005 года). Занимает площадь 32,46 км². Официальный код — 30850.

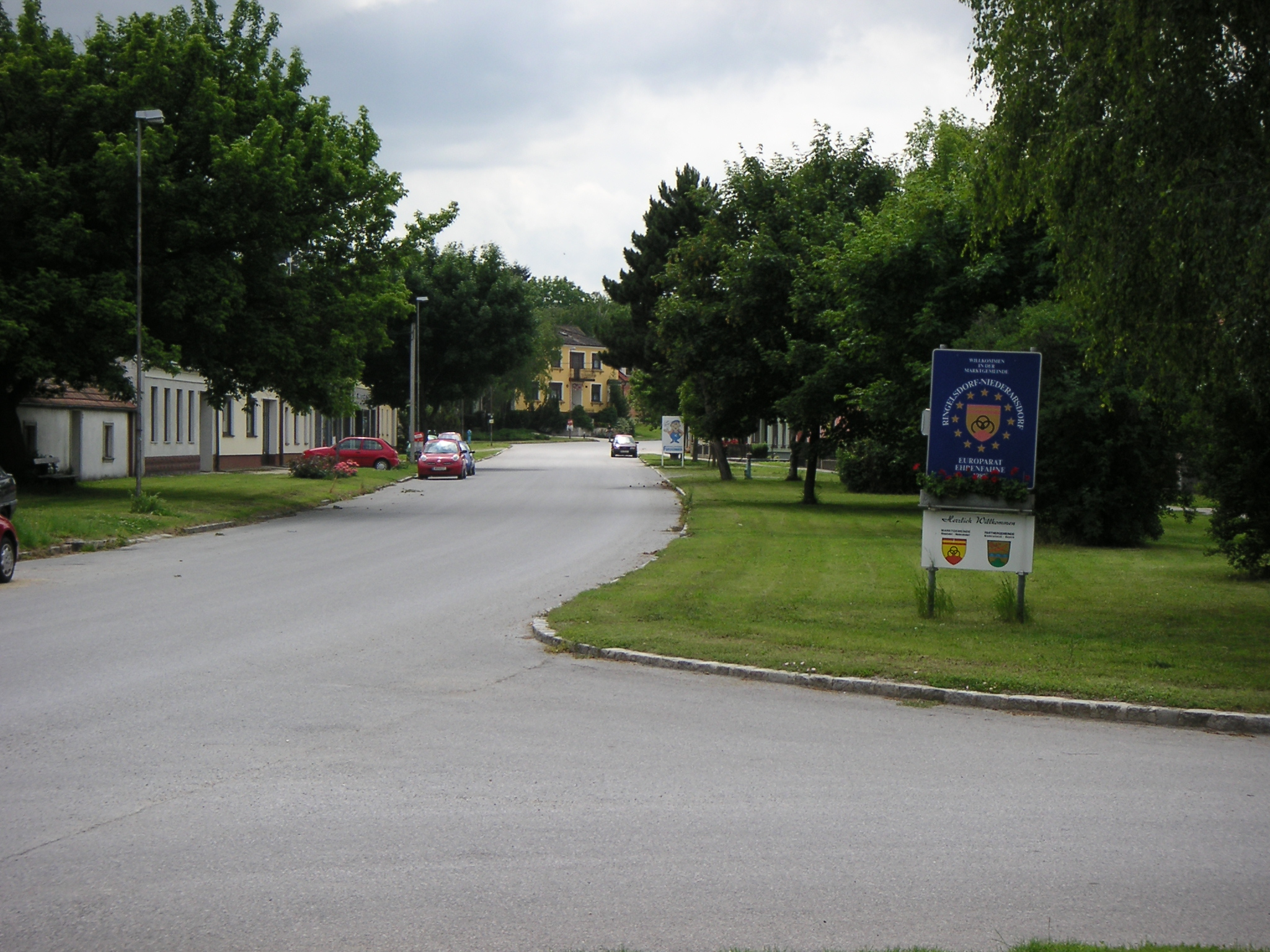
Рингельсдорф-Нидерабсдорф

## Политическая ситуация
Бургомистр коммуны — Вольфганг Вайгерт (СДПА) по результатам выборов 2005 года.
Совет представителей коммуны (нем. Gemeinderat) состоит из 19 мест.
- СДПА занимает 13 мест.
- АНП занимает 6 мест.